# Rhipsalis juengeri
Rhipsalis juengeri är en kaktusväxtart som beskrevs av Barthlott och Nigel Paul Taylor. Rhipsalis juengeri ingår i släktet Rhipsalis och familjen kaktusväxter. Inga underarter finns listade i Catalogue of Life.